# Hora (Boryspil)
Hora (ukrainisch Гора; russisch Гора Gora, zu deutsch „Berg“) ist ein Dorf in der ukrainischen Oblast Kiew mit etwa 3300 Einwohnern (2024).

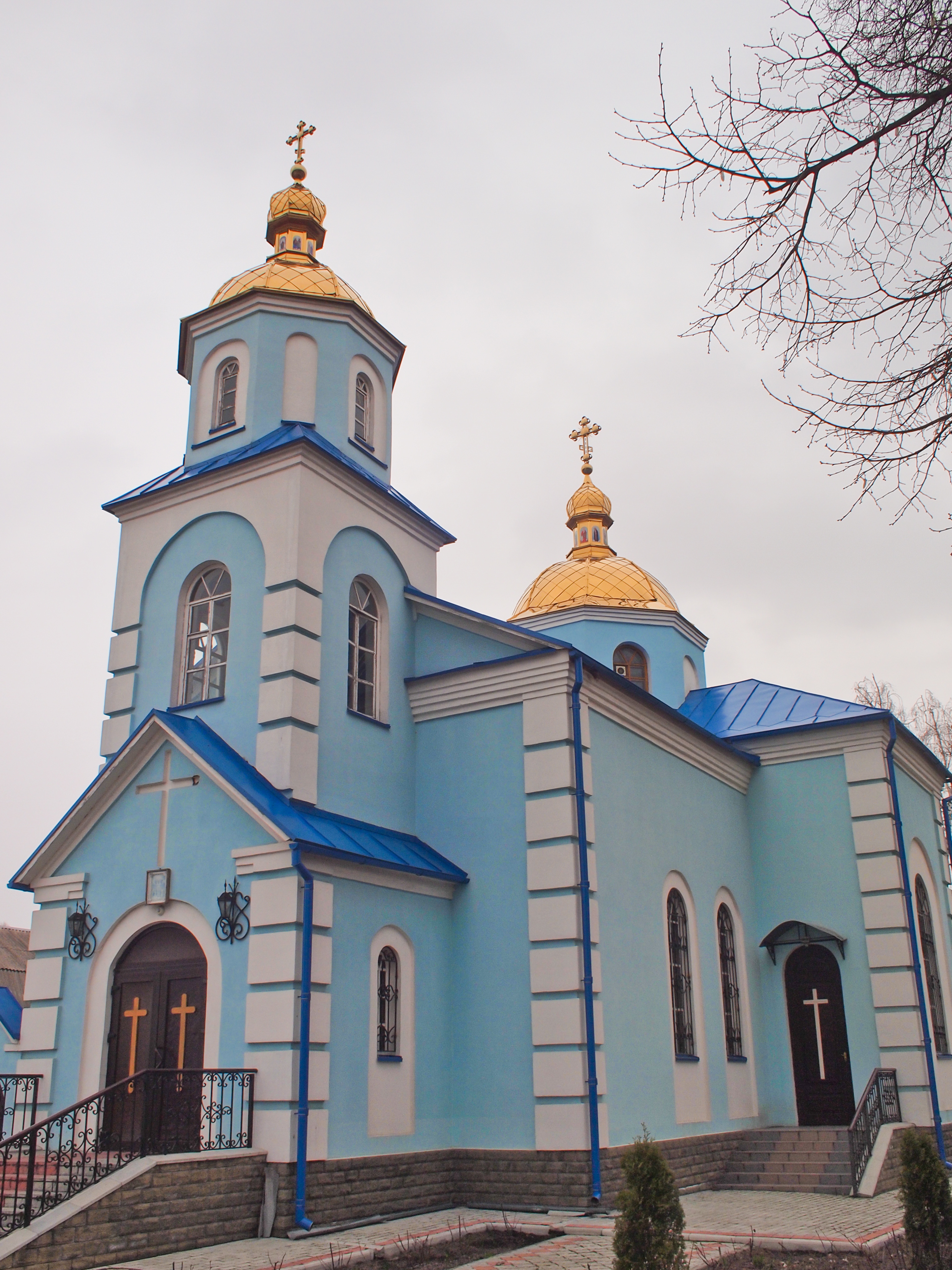
Kirche in Hora

Das 1926 gegründete Dorf liegt im Rajon Boryspil an der Fernstraße M 03 zwischen dem südöstlichen Stadtrand von Kiew und dem östlich angrenzenden Flughafen Kiew-Boryspil im Stadtgebiet des Rajonzentrums Boryspil. Im Süden liegt das Nachbardorf Martussiwka.

## Verwaltungsgliederung
Am 12. Juni 2020 wurde das Dorf zum Zentrum der neugegründeten Landgemeinde Hora (Гірська сільська громада/Hirska silska hromada). Zu dieser zählen auch die drei in der untenstehenden Tabelle aufgelisteten Dörfer, bis dahin bildete es die gleichnamige Landratsgemeinde Hora (Гірська сільська рада/Hirska silska rada) im Nordwesten des Rajons Boryspil.
Folgende Orte sind neben dem Hauptort Hora Teil der Gemeinde:
| Name                     | Name       | Name                     |
| ukrainisch transkribiert | ukrainisch | russisch                 |
| ------------------------ | ---------- | ------------------------ |
| Martussiwka              | Мартусівка | Мартусовка (Martussowka) |
| Rewne                    | Ревне      | Ревное (Rewnoje)         |
| Satyschne                | Затишне    | Затишное (Satischnoje)   |